# Brasão de armas da Letónia
O Brasão de armas da Letónia é um dos brasões  das três republicas bálticas.Foi adotado pela Assembleia Constituinte da Letônia  em 15 de julho de 1921.Este foi criado usando novos símbolos nacionais e elementos de brasões de armas polaco, sueco Livonia e do Ducado da Curlândia e Semigallia. Assim, o brasão combina símbolos do estado letão, bem como símbolos de suas regiões históricas.  O brasão nacional letão foi desenhado pelo artista letão Vilhelms Krūmiņš e Rihards Zariņš.